# St. Rochus und Isidor (Oberense)

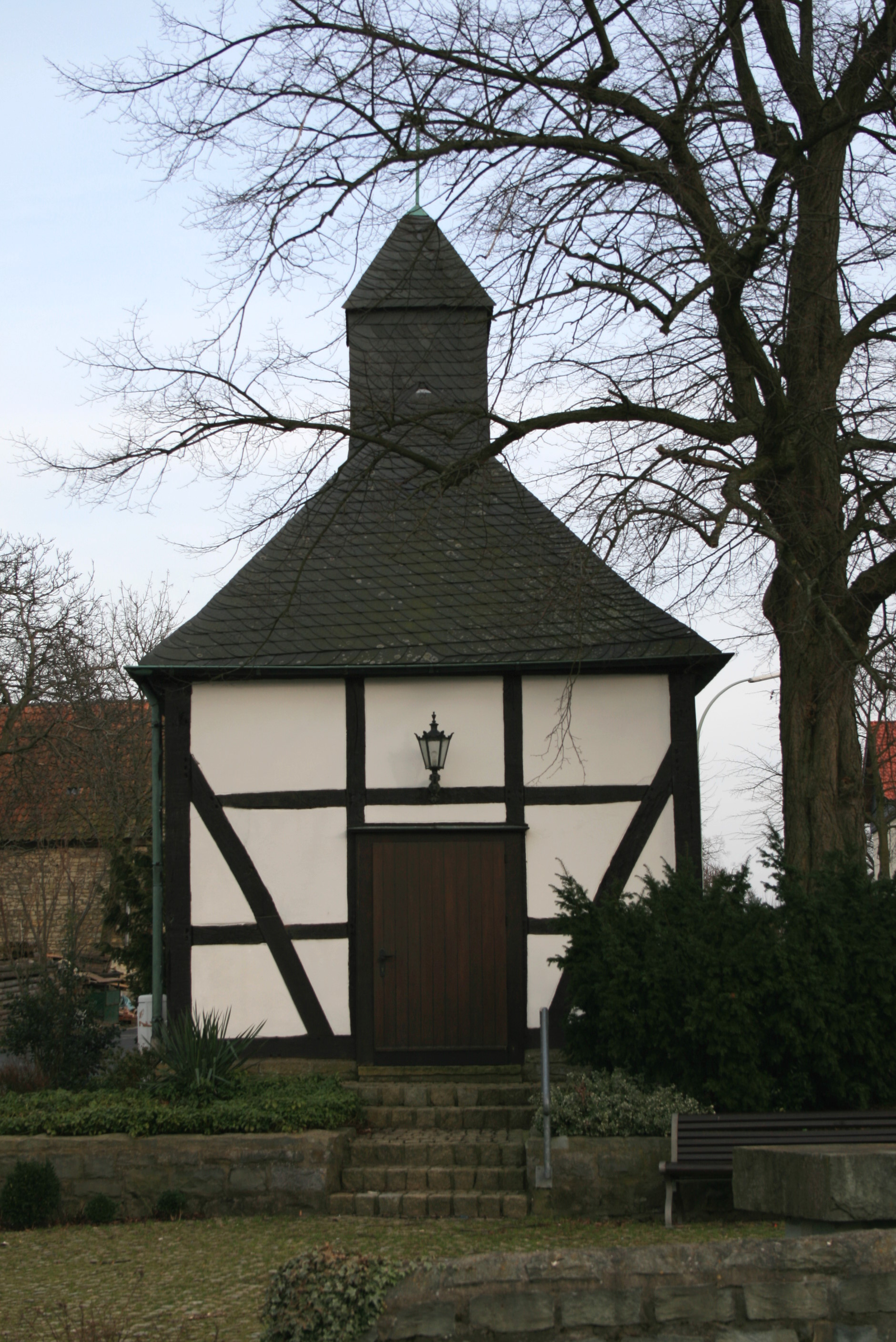
Kapelle St. Rochus und Isidor

Die römisch-katholische Kapelle St. Rochus und Isidor ist ein denkmalgeschütztes Kirchengebäude in Ense im Kreis Soest (Nordrhein-Westfalen).

## Geschichte und Architektur
Die Fachwerkkapelle mit dreiseitigem Schluss wurde 1729 erbaut. (Eine andere Quelle, der Protokollbericht eines Kölner Weihbischofs, besagt nennt die Zeit vor dem 6. April 1727 als Bauzeit) Das Schieferwalmdach wurde mit einem Dachreiter bekrönt. In diesem Dachreiter hing eine kleine Glocke. Wann die erste Glocke aufgehängt und wie lange sie benutzt wurde, ist nicht überliefert. Diese Glocke musste während des Zweiten Weltkrieges im Jahr 1942, zusammen mit einem Kerzenständer und den beiden Altarglöckchen aus Messing, abgeliefert und eingeschmolzen werden. 1947 wurde die kleinste Glocke des ehemaligen Bilmer Geläutes im Dachreiter aufgehängt. Da sie für den Dachreiter zu schwer war, wurde neben der Kapelle ein Gestell gebaut, in dem sie bis 1969 ihren Dienst versah. Im selben Jahr lieferte die Glockengießerei Humpert aus Brilon eine neue Bronzeglocke mit der Inschrift Oberense - A. Junker - Brilon / 1947 Treu im Glauben 1729 / 1862 Standhaft in der Tugend / Heiliger Rochus schütze Oberense.
Eine grundlegende Renovierung des Gebäudes erfolgte 1862.

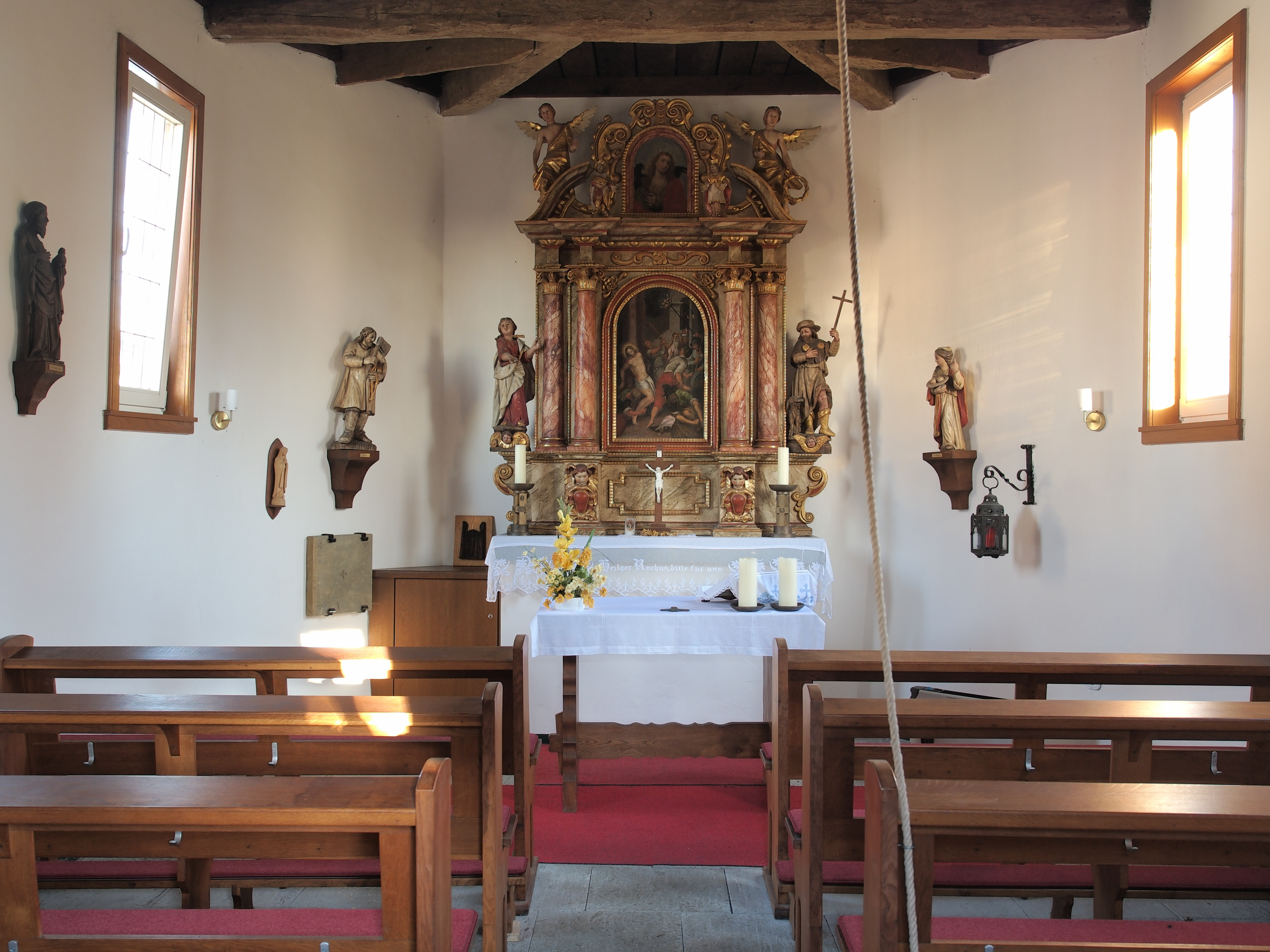
Altarraum

## Ausstattung
- Der Barockaltar wurde von 1946 bis 1947 restauriert, der hölzerne Altaraufsatz mit gesprengtem Giebel und Halbsäulen stammt möglicherweise von Heinrich Stütting. Das Gemälde im mittleren teil zeigt die Geißelung Christi. Es wurde um 1730 von Johann Georg Drieberg gemalt. Eine Bildnis des Johannes Evangelist mit dem Attribut Adler befindet sich im oberen Teil. Im unteren Teil des Altares stehen die Figuren der Hl. Rochus und Cäcilia.[2]
- Die Figuren der hl. Agatha und des hl Isidor stehen an der linken Wand, die Figuren des hl. Nepomuk, hl. Johannes der Täufer und des hl. Franziskus befinden sich an der rechten Wand. Sie werden durch zwei Krippenfiguren, einen Christuskopf und eine Dreikönigsgruppe ergänzt.[4]